# جسر دلال

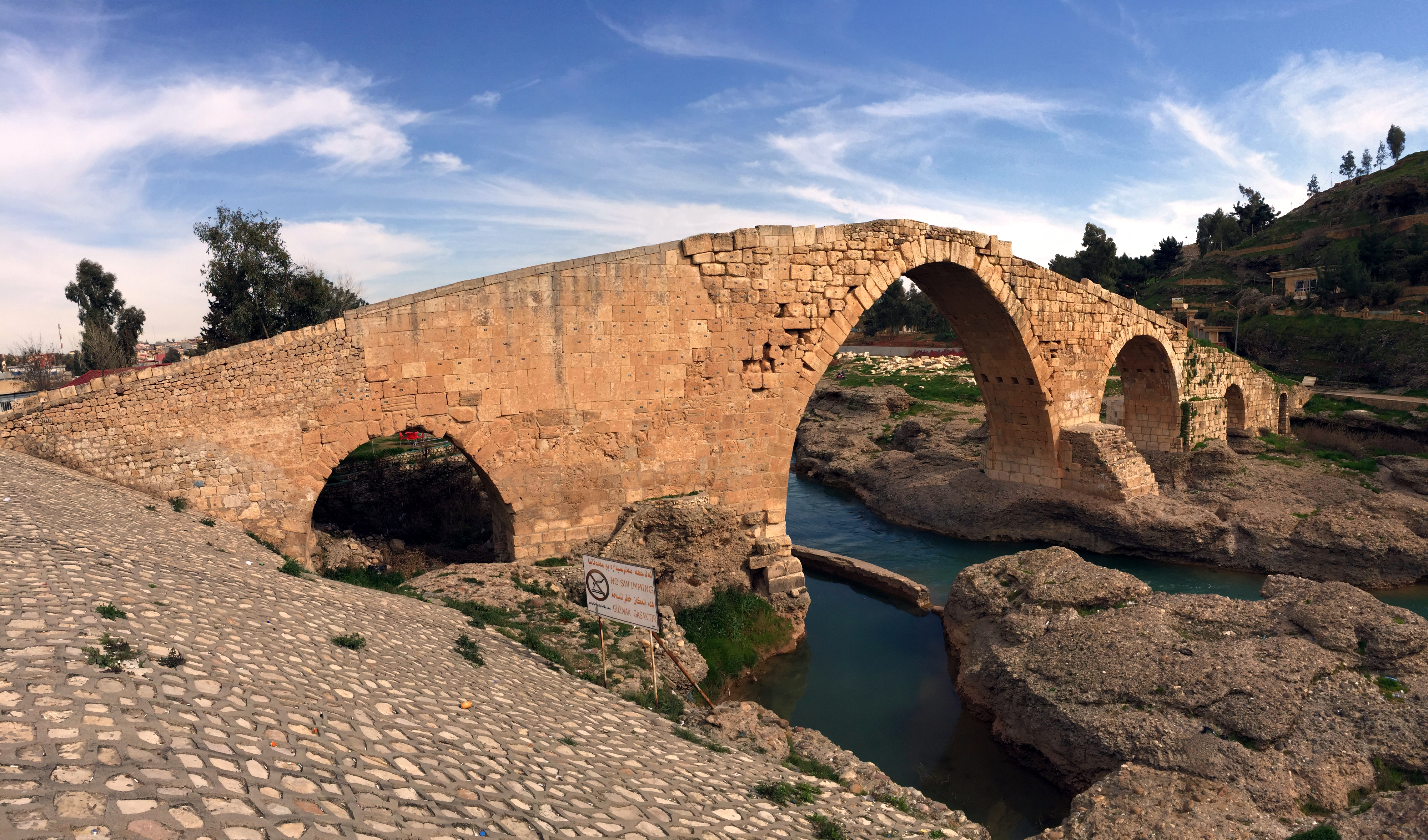
صورة لجسر دلال

جسر دلال هو جسر حجري قديم فوق نهر الخابور في قضاء زاخو، في محافظة دهوك شمالي العراق. يبلغ طول الجسر حوالي 115 متراً، وارتفاعه 16 متراً.

## تاريخ
بني هذا الجسر في العصر العباسي.

## أحداث تاريخية وقعت على جسر دلال
1. قيام الأمير محمد الرواندزي ميري كوره بهدم القسم العلوي من جسر دلال عند احتلاله للمدينة سنة 1833 لقطع الطريق أمام تقدم قوات الدولة العثمانية.[2]
2. قامت القوات البريطانية بعد احتلالها لمدينة زاخو بوضع كميات من مادة التفجير (تي أن تي) في منتصف القوس الكبير لتفجيرهِ عند تقدم القوات العثمانية، ولكن أزيلت هذه الكمية من مادة التفجير في عام 1955م، وبحضور حسين توفي معاون الشرطة في زاخو آنذاك.
3. في عام 1969م أدى فيضان قوي إلى تدمير الجزء الشمالي من جسر دلال.[3]